# ¡Tan lejos, tan cerca!
¡Tan lejos, tan cerca! (en alemán, In weiter Ferne, so nah!) es una película alemana dirigida en 1993 por el realizador alemán Wim Wenders.
La película es una secuela de El cielo sobre Berlín, de 1987. Los actores Otto Sander y Nastassja Kinski interpretan el papel de ángeles visitando la Tierra. La cinta participó en la selección oficial del Festival de Cannes de 1993, en el cual recibió el Gran Premio del Jurado.

## Sinopsis
Cassiel (Otto Sander) es un ángel que observa las vidas de la gente en la recientemente unificada Berlín junto a Raphaella (Nastassja Kinski), pero no pueden intervenir en ellas. Damiel (Bruno Ganz), antiguo compañero de Cassiel que optó por convertirse en humano en la primera película para saber cómo sienten y perciben el mundo las personas, ahora vive felizmente como chef de una pizzería junto a la mujer que amaba y con la que se casó (Solveig Dommartin). Cassiel viola la prohibición de intervenir en las vidas humanas al salvar a una niña que cae del balcón de un bloque de apartamentos, y como consecuencia se convierte en humano.